# فیلم‌شناسی بونگ جون هو

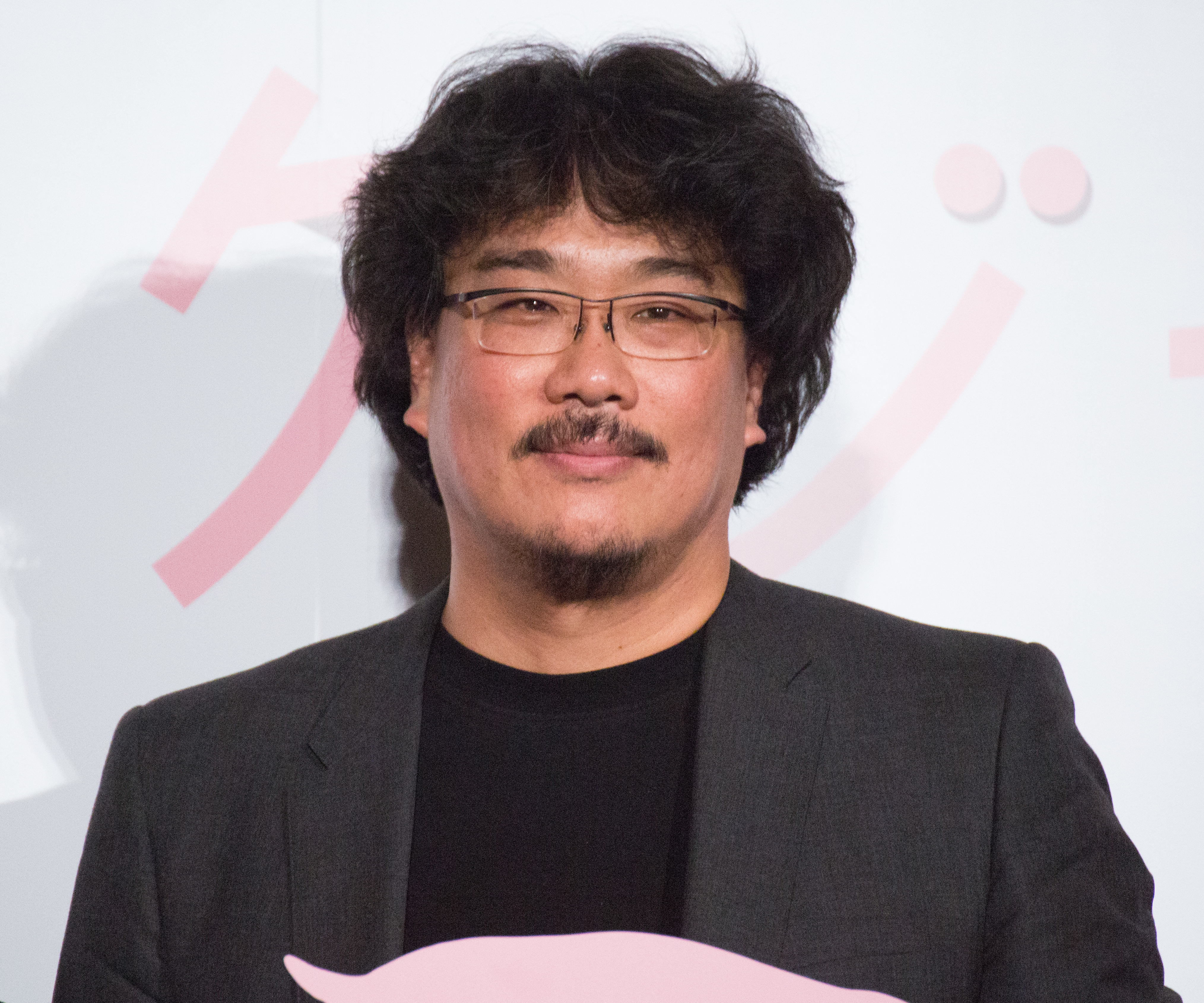
بونگ جون هو در نخستین نمایش فیلم اوکجا در ژاپن، سال ۲۰۱۷

بونگ جون هو، کارگردان، تهیه‌کننده و فیلم‌نامه‌نویس اهل کره جنوبی است که فعالیت حرفه‌ای خود را در سال ۱۹۹۴ پس از ساخت فیلم‌های کوتاه مرد سفید، خاطرات در قاب من و ناسازگاری آغاز کرد. در سال ۱۹۹۷، بونگ فیلم‌نامهٔ فیلم بلند متل کاکتوس را نوشت و همچنین به عنوان دستیار کارگردان در آن فعالیت کرد. دو سال بعد، او فیلمنامهٔ فیلم فانتوم: زیردریایی را نوشت و سپس با فیلم سگ‌هایی که پارس می‌کنند گاز نمی‌گیرند (۲۰۰۰) اولین تجربه کارگردانی فیلم بلند خود را به دست آورد. در سال‌های بعد، بونگ فیلمنامهٔ فیلم‌های خاطرات قتل (۲۰۰۳)، میزبان (۲۰۰۶)، مادر (۲۰۰۹) و برف‌شکن (۲۰۱۳)، که همگی تحسین‌های جهانی منتقدان را به‌دست آوردند.
پس از نویسندگی و تهیه‌کنندگی فیلم نه دریا در سال ۲۰۱۴، بونگ نویسندگی، کارگردانی و تهیه‌کنندگی فیلم اکشن ماجراجویی اوکجا را بر عهده گرفت که برای دریافت جایزه نخل طلا در هفتادمین جشنواره فیلم کن نامزد شد. در حین کار بر روی فیلم برف‌شکن، بونگ ترغیب شد که یک نمایشنامه بنویسد که در نهایت منجر به خلق و انتشار فیلم انگل در سال ۲۰۱۹ شد. این فیلم جایزه نخل طلای را دریافت کرد، تحسین جهانی منتقدان را به همراه داشت و موفق به کسب جوایز متعددی شد. همچنین این فیلم جایزه اسکار بهترین کارگردانی را برای بونگ به ارمغان آورد و به این ترتیب به عنوان یک فیلمساز برجسته در سطح جهانی شناخته شد.

## اعتبارات تولید

### فیلم‌های بلند
| سال  | عنوان                              | عنوان         | معرفی‌شده به عنوان | معرفی‌شده به عنوان | معرفی‌شده به عنوان | توضیحات                  | منابع  |
| سال  | فارسی                              | کره‌ای         | کارگردان          | نویسنده           | تهیه‌کننده         | توضیحات                  | منابع  |
| ---- | ---------------------------------- | ------------- | ----------------- | ----------------- | ----------------- | ------------------------ | ------ |
| ۱۹۹۷ | متل کاکتوس                         | 모텔 선인장   | نه                | آری               | نه                | همچنین دستیار کارگردان   | [ ۷ ]  |
| ۱۹۹۹ | فانتوم: زیردریایی                  | 유령          | نه                | آری               | نه                |                          | [ ۸ ]  |
| ۲۰۰۰ | سگ‌هایی که پارس می‌کنند گاز نمی‌گیرند | 플란다스의 개 | آری               | آری               | نه                |                          | [ ۹ ]  |
| ۲۰۰۳ | خاطرات قتل                         | 살인의 추억   | آری               | آری               | نه                |                          | [ ۱۰ ] |
| ۲۰۰۵ | دفتر خاطرات جنوبگان                | 남극일기      | نه                | آری               | نه                |                          | [ ۱۱ ] |
| ۲۰۰۶ | میزبان                             | 괴물          | آری               | آری               | نه                |                          | [ ۱۲ ] |
| ۲۰۰۹ | مادر                               | 마더          | آری               | آری               | نه                |                          | [ ۱۳ ] |
| ۲۰۱۳ | برف‌شکن                             | 설국열차      | آری               | آری               | نه                |                          | [ ۱۴ ] |
| ۲۰۱۴ | مه دریا                            | 해무          | نه                | آری               | آری               |                          | [ ۱۵ ] |
| ۲۰۱۷ | اوکجا                              | 옥자          | آری               | آری               | آری               |                          | [ ۱۶ ] |
| ۲۰۱۹ | انگل                               | 기생충        | آری               | آری               | آری               |                          | [ ۱۷ ] |
| ۲۰۲۵ | میکی ۱۷                            | 미키17        | آری               | آری               | آری               |                          | [ ۱۸ ] |
| TBA  | فیلم پویانمایی بدون عنوان          |               | آری               | آری               | آری               | همچنین آرتیست استوری‌بورد | [ ۱۹ ] |

### فیلم‌های کوتاه
| سال  | عنوان                                | کارگردان | نویسنده | بخش             | منابع  |
| ---- | ------------------------------------ | -------- | ------- | --------------- | ------ |
| ۱۹۹۴ | مرد سفید                             | آری      | آری     | —               | [ ۲۰ ] |
| ۱۹۹۴ | خاطرات در قاب من                     | آری      | آری     | —               | [ ۲۱ ] |
| ۱۹۹۴ | ناسازگاری                            | آری      | آری     | —               | [ ۲۲ ] |
| ۲۰۰۳ | هویت بیست سالگی                      | آری      | آری     | «سینک اند رایز» | [ ۲۳ ] |
| ۲۰۰۴ | فیلم‌های کوتاه دیجیتال از سه کارگردان | آری      | آری     | «آنفلوانزا»     | [ ۲۴ ] |
| ۲۰۰۸ | توکیو!                               | آری      | آری     | «لرزش توکیو»    | [ ۲۵ ] |
| ۲۰۱۱ | ۳٫۱۱ حسی از خانه                     | آری      | آری     | «ایکی»          | [ ۲۶ ] |

### تلویزیون
| سال       | عنوان  | توضیحات           | منابع  |
| --------- | ------ | ----------------- | ------ |
| ۲۰۲۰–۲۰۲۴ | برف‌شکن | مدیر اجرایی تولید | [ ۲۷ ] |

### موزیک ویدئو
| سال  | ترانه              | ترانه         | آرتیست               | منابع  |
| سال  | فارسی              | اصلی          | آرتیست               | منابع  |
| ---- | ------------------ | ------------- | -------------------- | ------ |
| ۲۰۰۰ | «دان»              | 단(但)        | کیم دون کیو (김돈규) | [ ۲۸ ] |
| ۲۰۰۳ | «چراغ خیابان تنها» | 외로운 가로등 | هان یونگ ئه (한영애) | [ ۲۹ ] |

## اعتبارات بازیگری
| سال  | عنوان                                      | نقش                   | توضیحات      | منابع  |
| ---- | ------------------------------------------ | --------------------- | ------------ | ------ |
| ۱۹۹۴ | ناسازگاری                                  | برادر مأمور تحویل     |              | [ ۳۰ ] |
| ۲۰۰۲ | بدون خون بدون اشک                          | کارآگاه               | حضور افتخاری | [ ۳۱ ] |
| ۲۰۰۶ | دو یا سه چیز که در مورد کیم کی یونگ می‌دانم | خودش                  | فیلم مستند   | [ ۳۱ ] |
| ۲۰۰۸ | Crush and Blush                            | دانش آموز مؤسسه خصوصی | حضور افتخاری | [ ۳۱ ] |
| ۲۰۱۱ | راه کوروساوا                               | خودش                  | فیلم مستند   | [ ۳۲ ] |
| ۲۰۱۲ | کتاب رستاخیز                               | لی جون هو             | حضور افتخاری | [ ۳۱ ] |
| ۲۰۱۲ | آری آری سینمای کره                         | خودش                  | فیلم مستند   | [ ۳۳ ] |
| ۲۰۱۷ | آخرین قطار به سئول                         | خودش                  | فیلم مستند   | [ ۳۴ ] |

## بازخورد منتقدان
| سال  | فیلم                               | راتن تومیتوز          | متاکریتیک           |
| ---- | ---------------------------------- | --------------------- | ------------------- |
| ۲۰۰۰ | سگ‌هایی که پارس می‌کنند گاز نمی‌گیرند | ۸۸٪ (۱۶ نقد و بررسی)  | ۶۶ (۸ نقد و بررسی)  |
| ۲۰۰۳ | خاطرات قتل                         | ۹۵٪ (۷۴ نقد و بررسی)  | ۸۲ (۱۷ نقد و بررسی) |
| ۲۰۰۶ | میزبان                             | ۹۳٪ (۱۵۵ نقد و بررسی) | ۸۵ (۳۵ نقد و بررسی) |
| ۲۰۰۹ | مادر                               | ۹۶٪ (۱۱۸ نقد و بررسی) | ۷۹ (۳۱ نقد و بررسی) |
| ۲۰۱۳ | برف‌شکن                             | ۹۴٪ (۲۵۷ نقد و بررسی) | ۸۴ (۳۸ نقد و بررسی) |
| ۲۰۱۷ | اوکجا                              | ۸۶٪ (۲۳۹ نقد و بررسی) | ۷۵ (۳۶ نقد و بررسی) |
| ۲۰۱۹ | انگل                               | ۹۹٪ (۴۶۷ نقد و بررسی) | ۹۶ (۵۲ نقد و بررسی) |
| ۲۰۲۵ | میکی ۱۷                            | ۷۹٪ (۲۰۵ نقد و بررسی) | ۷۳ (۵۴ نقد و بررسی) |